# Alin Savu
Alin Dan Savu (Galați, 22 ottobre 1942) è un ex cestista rumeno.

## Carriera
Con la Romania ha disputato tre edizioni dei Campionati europei (1965, 1967, 1971).